# چمروش
چَمروش یا چمروش مرغ، در بندهش مرغی غول‌آسا است که انیرانی را که سودای گزند به ایران را دارند، نابود می‌کند. بدین روایت چمروش مرغی است که چونان مرغان دیگر میان آسمان و زمین پرواز می‌کند و کاری بزرگ به انجام می‌رساند.
در این روایت بسیاری از مردمان انیرانی، هر سه سال بر سر البرز برای رفتن به سرزمین‌های ایرانی گرد آیند، برای زیان رساندن، کندن و نابود کردن جهان، تا بُرزایزد، از دریای ژرف آرنگ برآید و چمروش مرغ را بر فراز آن کوه بلند (البرزکوه) برایستاند و چمروش مرغ، همهٔ مردم سرزمین انیران را، بدانگونه که مرغ دانه را برمی‌چیند، از زمین برچیند.

## شرح
چمروش، نام پرنده ایست در اساطیر ایران، که گفته می‌شود که در قله البرز زندگی می‌کند.
چمروش را به صورت موجودی توصیف کرده‌اند که بدن او، همچون گرگ و سگ است و دارای سر و بالهایی همانند یک عقاب می‌باشد. گفته می‌شود که این پرنده بر روی زمین، زیر درخت سوم (همان هوم) سکونت دارد که این محل همان جایی است که سیمرغ نیز شب‌ها را در آن به سر می‌برد. وقتی که سیمرغ از مکانی که شبها در آن سکنی دارد، فرود می‌آید و به پایین می‌رسد، تمامی دانه‌های رسیده بر زمین سقوط می‌کنند. این دانه‌ها توسط چمروش جمع‌آوری می‌شوند، و او سپس آن‌ها را در بخش‌های دیگر زمین نیز، می‌پراکند.
یک شرح معروف از چمروش که در روایات فارسی مورد اشاره قرار گرفته است، شرح ذیل است:
«اهورامزدا، خالق و آفرینشگر بزرگ، در سواحل دریای وروکاشا یک درخت و دو پرنده می‌آفریند که جاویدان و بدون مرگ هستند. هر سال هزار شاخهٔ جدید بهاری، از آن درخت می‌رویند و همه انواع دانه‌ها بر آن شاخه‌ها پدید می‌آیند و تمامی آن‌ها به زودی تبدیل به دانه‌های رسیده می‌شوند. سپس پرنده‌ای به نام آمروش (سیمرغ) می‌آید و بر یکی از شاخه‌های درخت می‌نشیند و باعث لرزیدن شاخه و پراکنده شدن و بر زمین ریختن تمامی دانه‌های آن می‌شود. پرنده‌ای دیگر به نام چمروش می‌آید و تمامی دانه‌ها را با بال‌های خود از همه طرف جمع‌آوری می‌کند و همهٔ آن‌ها را به دریا می‌ریزد. سپس تمامی دانه‌ها، به ابری پر از باران داخل می‌شوند و هنگامیکه آن ابر، می‌بارد دانه‌ها به زمین وارد می‌شوند و سرانجام تمامی دانه‌ها از زمین می‌رویند و ظاهر می‌شوند.»
چمروش در واقع نمونهٔ اولیه‌ای از تمامی پرندگان در زمین است، و گفته می‌شود که این امر به عنوان قانونی حاکم بر همهٔ پرندگان زمین و برای حمایت از تمامی آنان، صورت می‌پذیرد. بر طبق گفتهٔ اوستا [کذا، صحیحتر: بر طبق بندهش]، ایران زمین هر سه سال یکبار توسط بیگانگان (انیران)، مورد هجوم و غارت واقع می‌شود و وقتی این اتفاق می‌افتد، فرشته برج[کذا، صحیحتر: ایزد بُرز یا بُرزایزد]، چمروش را به روی بالاترین نقطه از قله کوه می‌فرستد تا او ضمن پرواز، بیگانگان (انیران) را به سان پرنده‌ای که به دانه‌های ذرت نوک می‌زند، برمی‌چیند.